# Adriano De Micheli (pilota automobilistico)
Adriano de Micheli (Genova, 20 giugno 1976) è un pilota automobilistico italiano.
Tra le sue prime esperienze nelle competizioni automobilistiche fu al Campionato Italiano Super Turismo nel 1999 con una Peugeot, vincendo il campionato. Ha inoltre partecipato al Campionato Italiano Super Produzione tra il 2000 e il 2004, vincendo il campionato nel 2004 su un'Alfa Romeo 147.
Fu anche vincitore di classe nella 24 Ore di Spa e Nurburgring e nel 2005 ha corso una Honda Accord per la scuderia JAS Motorsport nel Touring Car World Championship.

## Palmarès
- Campionato italiano superturismo: 1
2004 su Alfa Romeo 147